# Đội tuyển bóng đá U-23 quốc gia Thái Lan
Đội tuyển bóng đá U-23 quốc gia Thái Lan (tiếng Thái: ฟุตบอลทีมชาติไทยรุ่นอายุไม่เกิน 23 ปี, RTGS: futbon thim chat thai run ayu mai koen yi-sip-sam pi), là đội tuyển quốc gia dưới 23 tuổi đại diện cho Thái Lan tại Thế vận hội, Đại hội Thể thao châu Á, Đại hội Thể thao Đông Nam Á, Cúp bóng đá U-23 châu Á và các giải đấu bóng đá U-23 quốc tế khác. Đội tuyển được quản lý bởi hiệp hội bóng đá Thái Lan (FAT).
Đội đã 7 lần giành huy chương vàng tại Đại hội Thể thao Đông Nam Á, là đội tuyển thành công nhất trong khu vực ASEAN. Tại cấp độ châu Á, U-23 Thái Lan từng 2 lần vào bán kết Asiad vào các năm 2002 và 2014.

## Thành tích tại các giải đấu

### Thế vận hội
Đội tuyển U-23 Thái Lan chưa bao giờ vượt qua vòng loại để tham dự Thế vận hội, dù đội tuyển quốc gia của họ đã từng có 2 lần góp mặt.
| Thế vận hội    | Thế vận hội                             | Thế vận hội                             | Thế vận hội                             | Thế vận hội                             | Thế vận hội                             | Thế vận hội                             | Thế vận hội                             | Thế vận hội                             |                                                                     | Vòng loại                                                           | Vòng loại                                                           | Vòng loại                                                           | Vòng loại                                                           | Vòng loại                                                           | Vòng loại |
| Năm            | Kết quả                                 | Vị trí                                  | ST                                      | T                                       | H*                                      | B                                       | BT                                      | BB                                      |                                                                     | ST                                                                  | T                                                                   | H                                                                   | B                                                                   | BT                                                                  | BB        |
| -------------- | --------------------------------------- | --------------------------------------- | --------------------------------------- | --------------------------------------- | --------------------------------------- | --------------------------------------- | --------------------------------------- | --------------------------------------- | ------------------------------------------------------------------- | ------------------------------------------------------------------- | ------------------------------------------------------------------- | ------------------------------------------------------------------- | ------------------------------------------------------------------- | ------------------------------------------------------------------- | --------- |
| 1900 đến 19881 | Xem Đội tuyển bóng đá quốc gia Thái Lan | Xem Đội tuyển bóng đá quốc gia Thái Lan | Xem Đội tuyển bóng đá quốc gia Thái Lan | Xem Đội tuyển bóng đá quốc gia Thái Lan | Xem Đội tuyển bóng đá quốc gia Thái Lan | Xem Đội tuyển bóng đá quốc gia Thái Lan | Xem Đội tuyển bóng đá quốc gia Thái Lan | Xem Đội tuyển bóng đá quốc gia Thái Lan | Xem Đội tuyển bóng đá quốc gia Thái Lan                             | Xem Đội tuyển bóng đá quốc gia Thái Lan                             | Xem Đội tuyển bóng đá quốc gia Thái Lan                             | Xem Đội tuyển bóng đá quốc gia Thái Lan                             | Xem Đội tuyển bóng đá quốc gia Thái Lan                             | Xem Đội tuyển bóng đá quốc gia Thái Lan                             |           |
| 1992           | Không vượt qua vòng loại                | Không vượt qua vòng loại                | Không vượt qua vòng loại                | Không vượt qua vòng loại                | Không vượt qua vòng loại                | Không vượt qua vòng loại                | Không vượt qua vòng loại                | Không vượt qua vòng loại                | 8                                                                   | 5                                                                   | 0                                                                   | 3                                                                   | 25                                                                  | 9                                                                   |           |
| 1996           | Không vượt qua vòng loại                | Không vượt qua vòng loại                | Không vượt qua vòng loại                | Không vượt qua vòng loại                | Không vượt qua vòng loại                | Không vượt qua vòng loại                | Không vượt qua vòng loại                | Không vượt qua vòng loại                | 4                                                                   | 2                                                                   | 0                                                                   | 2                                                                   | 12                                                                  | 6                                                                   |           |
| 2000           | Không vượt qua vòng loại                | Không vượt qua vòng loại                | Không vượt qua vòng loại                | Không vượt qua vòng loại                | Không vượt qua vòng loại                | Không vượt qua vòng loại                | Không vượt qua vòng loại                | Không vượt qua vòng loại                | 6                                                                   | 1                                                                   | 2                                                                   | 3                                                                   | 4                                                                   | 13                                                                  |           |
| 2004           | Không vượt qua vòng loại                | Không vượt qua vòng loại                | Không vượt qua vòng loại                | Không vượt qua vòng loại                | Không vượt qua vòng loại                | Không vượt qua vòng loại                | Không vượt qua vòng loại                | Không vượt qua vòng loại                | 2                                                                   | 0                                                                   | 1                                                                   | 1                                                                   | 2                                                                   | 5                                                                   |           |
| 2008           | Không vượt qua vòng loại                | Không vượt qua vòng loại                | Không vượt qua vòng loại                | Không vượt qua vòng loại                | Không vượt qua vòng loại                | Không vượt qua vòng loại                | Không vượt qua vòng loại                | Không vượt qua vòng loại                | 8                                                                   | 3                                                                   | 2                                                                   | 3                                                                   | 9                                                                   | 7                                                                   |           |
| 2012           | Không vượt qua vòng loại                | Không vượt qua vòng loại                | Không vượt qua vòng loại                | Không vượt qua vòng loại                | Không vượt qua vòng loại                | Không vượt qua vòng loại                | Không vượt qua vòng loại                | Không vượt qua vòng loại                | 2                                                                   | 0                                                                   | 0                                                                   | 2                                                                   | 0                                                                   | 4                                                                   |           |
| 2016           | Không vượt qua vòng loại                | Không vượt qua vòng loại                | Không vượt qua vòng loại                | Không vượt qua vòng loại                | Không vượt qua vòng loại                | Không vượt qua vòng loại                | Không vượt qua vòng loại                | Không vượt qua vòng loại                | Thông qua kết quả vòng loại và Vòng chung kết Giải U-23 châu Á 2016 | Thông qua kết quả vòng loại và Vòng chung kết Giải U-23 châu Á 2016 | Thông qua kết quả vòng loại và Vòng chung kết Giải U-23 châu Á 2016 | Thông qua kết quả vòng loại và Vòng chung kết Giải U-23 châu Á 2016 | Thông qua kết quả vòng loại và Vòng chung kết Giải U-23 châu Á 2016 | Thông qua kết quả vòng loại và Vòng chung kết Giải U-23 châu Á 2016 |           |
| 2020           | Không vượt qua vòng loại                | Không vượt qua vòng loại                | Không vượt qua vòng loại                | Không vượt qua vòng loại                | Không vượt qua vòng loại                | Không vượt qua vòng loại                | Không vượt qua vòng loại                | Không vượt qua vòng loại                | Thông qua kết quả vòng loại và Vòng chung kết Giải U-23 châu Á 2020 | Thông qua kết quả vòng loại và Vòng chung kết Giải U-23 châu Á 2020 | Thông qua kết quả vòng loại và Vòng chung kết Giải U-23 châu Á 2020 | Thông qua kết quả vòng loại và Vòng chung kết Giải U-23 châu Á 2020 | Thông qua kết quả vòng loại và Vòng chung kết Giải U-23 châu Á 2020 | Thông qua kết quả vòng loại và Vòng chung kết Giải U-23 châu Á 2020 |           |
| 2024           | Không vượt qua vòng loại                | Không vượt qua vòng loại                | Không vượt qua vòng loại                | Không vượt qua vòng loại                | Không vượt qua vòng loại                | Không vượt qua vòng loại                | Không vượt qua vòng loại                | Không vượt qua vòng loại                | Thông qua kết quả vòng loại và Vòng chung kết Giải U-23 châu Á 2024 | Thông qua kết quả vòng loại và Vòng chung kết Giải U-23 châu Á 2024 | Thông qua kết quả vòng loại và Vòng chung kết Giải U-23 châu Á 2024 | Thông qua kết quả vòng loại và Vòng chung kết Giải U-23 châu Á 2024 | Thông qua kết quả vòng loại và Vòng chung kết Giải U-23 châu Á 2024 | Thông qua kết quả vòng loại và Vòng chung kết Giải U-23 châu Á 2024 |           |
| 2028           | Chưa xác định                           | Chưa xác định                           | Chưa xác định                           | Chưa xác định                           | Chưa xác định                           | Chưa xác định                           | Chưa xác định                           | Chưa xác định                           | Chưa xác định                                                       | Chưa xác định                                                       | Chưa xác định                                                       | Chưa xác định                                                       | Chưa xác định                                                       | Chưa xác định                                                       |           |
| 2032           | Chưa xác định                           | Chưa xác định                           | Chưa xác định                           | Chưa xác định                           | Chưa xác định                           | Chưa xác định                           | Chưa xác định                           | Chưa xác định                           | Chưa xác định                                                       | Chưa xác định                                                       | Chưa xác định                                                       | Chưa xác định                                                       | Chưa xác định                                                       | Chưa xác định                                                       |           |
| Tổng số        | -                                       | -                                       | -                                       | -                                       | -                                       | -                                       | -                                       | -                                       |                                                                     | 30                                                                  | 11                                                                  | 5                                                                   | 14                                                                  | 52                                                                  | 44        |

Ghi chú
- 1: Đội tuyển quốc gia đã thi đấu tại các kỳ năm 1956 và năm 1968.
- *: Bao gồm cả các trận đấu thuộc vòng đấu loại trực tiếp được quyết định bằng loạt sút luân lưu.

### Cúp bóng đá U-23 châu Á
U-23 Thái Lan mới chỉ có duy nhất một lần vượt qua vòng bảng trong 5 lần tham dự Cúp bóng đá U-23 châu Á là vào năm 2020 với tư cách chủ nhà. 
| Cúp bóng đá U-23 châu Á | Cúp bóng đá U-23 châu Á  | Cúp bóng đá U-23 châu Á  | Cúp bóng đá U-23 châu Á  | Cúp bóng đá U-23 châu Á  | Cúp bóng đá U-23 châu Á  | Cúp bóng đá U-23 châu Á  | Cúp bóng đá U-23 châu Á  |   | Vòng loại | Vòng loại | Vòng loại | Vòng loại | Vòng loại | Vòng loại |
| Năm                     | Kết quả                  | ST                       | T                        | H*                       | B                        | BT                       | BB                       |   | ST        | T         | H         | B         | BT        | BB        |
| ----------------------- | ------------------------ | ------------------------ | ------------------------ | ------------------------ | ------------------------ | ------------------------ | ------------------------ | - | --------- | --------- | --------- | --------- | --------- | --------- |
| 20131                   | Không vượt qua vòng loại | Không vượt qua vòng loại | Không vượt qua vòng loại | Không vượt qua vòng loại | Không vượt qua vòng loại | Không vượt qua vòng loại | Không vượt qua vòng loại | 5 | 2         | 1         | 2         | 11        | 6         |           |
| 2016                    | Vòng bảng                | 3                        | 0                        | 2                        | 1                        | 3                        | 7                        | 3 | 2         | 1         | 0         | 7         | 2         |           |
| 2018                    | Vòng bảng                | 3                        | 0                        | 0                        | 3                        | 1                        | 7                        | 3 | 1         | 2         | 0         | 4         | 1         |           |
| 2020                    | Tứ kết                   | 4                        | 1                        | 1                        | 2                        | 7                        | 4                        | 3 | 2         | 0         | 1         | 12        | 4         |           |
| 2022                    | Vòng bảng                | 3                        | 1                        | 1                        | 1                        | 5                        | 3                        | 3 | 1         | 2         | 0         | 4         | 1         |           |
| 2024                    | Vòng bảng                | 3                        | 1                        | 0                        | 2                        | 2                        | 6                        |   | 3         | 3         | 0         | 0         | 9         | 0         |
| Tổng số                 | Tứ kết                   | 16                       | 3                        | 5                        | 9                        | 18                       | 27                       |   | 20        | 11        | 6         | 3         | 47        | 14        |

Ghi chú
- 1: Giải đấu dành cho cấp độ U-22.
- *: Bao gồm cả các trận đấu thuộc vòng đấu loại trực tiếp được quyết định bằng loạt sút luân lưu.

| Trận đấu đầu tiên   | Ả Rập Xê Út 1–1 Thái Lan · (16 tháng 1 năm 2016; Doha, Qatar)      |
| Trận thắng đậm nhất | Thái Lan 5–0 Bahrain · (8 tháng 1 năm 2020; Băng Cốc, Thái Lan)    |
| Trận thua đậm nhất  | Thái Lan 0–5 Ả Rập Xê Út · (19 tháng 4 năm 2024; Al Rayyan, Qatar) |
| Thành tích tốt nhất | Tứ kết (2020)                                                      |
| Thành tích tệ nhất  | Vòng bảng (2016, 2018, 2022, 2024)                                 |

### Bóng đá tại Đại hội Thể thao châu Á
| Đại hội Thể thao châu Á | Đại hội Thể thao châu Á | Đại hội Thể thao châu Á | Đại hội Thể thao châu Á | Đại hội Thể thao châu Á | Đại hội Thể thao châu Á | Đại hội Thể thao châu Á | Đại hội Thể thao châu Á | Đại hội Thể thao châu Á |
| Năm                     | Kết quả                 | Vị trí                  | ST                      | T                       | H*                      | B                       | BT                      | BB                      |
| ----------------------- | ----------------------- | ----------------------- | ----------------------- | ----------------------- | ----------------------- | ----------------------- | ----------------------- | ----------------------- |
| 2002                    | Hạng 4                  | 4/24                    | 6                       | 4                       | 0                       | 2                       | 10                      | 7                       |
| 2006                    | Tứ kết                  | 7/32                    | 4                       | 3                       | 0                       | 1                       | 4                       | 3                       |
| 2010                    | Tứ kết                  | 7/24                    | 5                       | 2                       | 2                       | 1                       | 8                       | 2                       |
| 2014                    | Hạng 4                  | 4/29                    | 7                       | 5                       | 0                       | 2                       | 15                      | 3                       |
| 2018                    | Vòng bảng               | 18/25                   | 3                       | 0                       | 2                       | 1                       | 15                      | 3                       |
| 2022                    | Vòng 16 đội             | 14/21                   | 4                       | 0                       | 2                       | 2                       | 2                       | 8                       |
| 2026                    | Chưa xác định           | Chưa xác định           | Chưa xác định           | Chưa xác định           | Chưa xác định           | Chưa xác định           | Chưa xác định           | Chưa xác định           |
| 2030                    | Chưa xác định           | Chưa xác định           | Chưa xác định           | Chưa xác định           | Chưa xác định           | Chưa xác định           | Chưa xác định           | Chưa xác định           |
| 2034                    | Chưa xác định           | Chưa xác định           | Chưa xác định           | Chưa xác định           | Chưa xác định           | Chưa xác định           | Chưa xác định           | Chưa xác định           |
| Tổng số                 | Hạng 4                  | 4/29                    | 29                      | 14                      | 6                       | 9                       | 41                      | 26                      |

Ghi chú
- *: Bao gồm cả các trận đấu thuộc vòng đấu loại trực tiếp được quyết định bằng loạt sút luân lưu.

| Trận đấu đầu tiên   | Yemen 0–3 Thái Lan · (27 tháng 9 năm 2002; Changwon, Hàn Quốc) |
| Trận thắng đậm nhất | Thái Lan 6–0 Pakistan · (7 tháng 11 năm 2010; Quảng Châu, Trung Quốc) · Indonesia 0–6 Thái Lan · (22 tháng 9 năm 2014; Incheon, Hàn Quốc)                                                        |
| Trận thua đậm nhất  | Nhật Bản 3–0 Thái Lan · (10 tháng 10 năm 2002; Ulsan, Hàn Quốc) · Thái Lan 0–3 Hàn Quốc · (13 tháng 10 năm 2002; Ulsan, Hàn Quốc) · Thái Lan 0–3 Qatar · (9 tháng 12 năm 2006; Al Rayyan, Qatar) |
| Thành tích tốt nhất | Hạng tư (2002, 2014) |
| Thành tích tệ nhất  | Vòng bảng (2018) |

### Bóng đá tại Đại hội Thể thao Đông Nam Á
| Đại hội Thể thao Đông Nam Á | Đại hội Thể thao Đông Nam Á | Đại hội Thể thao Đông Nam Á | Đại hội Thể thao Đông Nam Á | Đại hội Thể thao Đông Nam Á | Đại hội Thể thao Đông Nam Á | Đại hội Thể thao Đông Nam Á | Đại hội Thể thao Đông Nam Á | Đại hội Thể thao Đông Nam Á |
| Năm                         | Kết quả                     | Vị trí                      | ST                          | T                           | H*                          | B                           | BT                          | BB                          |
| --------------------------- | --------------------------- | --------------------------- | --------------------------- | --------------------------- | --------------------------- | --------------------------- | --------------------------- | --------------------------- |
| 2001                        | Vàng                        | 1/9                         | 6                           | 6                           | 0                           | 0                           | 15                          | 2                           |
| 2003                        | Vàng                        | 1/8                         | 5                           | 4                           | 1                           | 0                           | 17                          | 2                           |
| 2005                        | Vàng                        | 1/9                         | 5                           | 5                           | 0                           | 0                           | 10                          | 2                           |
| 2007                        | Vàng                        | 1/8                         | 5                           | 5                           | 0                           | 0                           | 18                          | 3                           |
| 2009                        | Vòng bảng                   | 5/9                         | 4                           | 2                           | 1                           | 1                           | 15                          | 3                           |
| 2011                        | Vòng bảng                   | 7/9                         | 4                           | 1                           | 0                           | 3                           | 6                           | 7                           |
| 2013                        | Vàng                        | 1/10                        | 6                           | 4                           | 2                           | 0                           | 10                          | 3                           |
| 2015                        | Vàng                        | 1/11                        | 7                           | 7                           | 0                           | 0                           | 24                          | 1                           |
| 2017                        | Vàng                        | 1/11                        | 7                           | 6                           | 1                           | 0                           | 12                          | 1                           |
| 2019                        | Vòng bảng                   | 5/11                        | 5                           | 3                           | 1                           | 1                           | 14                          | 4                           |
| 2021                        | Bạc                         | 2/10                        | 6                           | 4                           | 0                           | 2                           | 13                          | 3                           |
| 2023                        | Bạc                         | 2/10                        | 6                           | 4                           | 1                           | 1                           | 18                          | 8                           |
| 2025                        | Chưa xác định               | Chưa xác định               | Chưa xác định               | Chưa xác định               | Chưa xác định               | Chưa xác định               | Chưa xác định               | Chưa xác định               |
| Tổng số                     | Vàng                        | 1/11                        | 66                          | 51                          | 7                           | 8                           | 172                         | 39                          |

Ghi chú
- *: Bao gồm cả các trận đấu thuộc vòng đấu loại trực tiếp được quyết định bằng loạt sút luân lưu.

| Trận đấu đầu tiên   | Thái Lan 7–0 Campuchia · (1 tháng 9 năm 2001; Petaling Jaya, Malaysia)                                                                    |
| Trận thắng đậm nhất | Đông Timor 0–9 Thái Lan · (8 tháng 12 năm 2009; Viêng Chăn, Lào)                                                                          |
| Trận thua đậm nhất  | Indonesia 3–1 Thái Lan · (13 tháng 11 năm 2011; Jakarta, Indonesia) · Thái Lan 0–2 Singapore · (17 tháng 11 năm 2011; Jakarta, Indonesia) |
| Thành tích tốt nhất | Huy chương vàng (2001, 2003, 2005, 2007, 2013, 2015, 2017)                                                                                |
| Thành tích tệ nhất  | Vòng bảng (2009, 2011, 2019) |

### Giải vô địch bóng đá U-23 Đông Nam Á
| Giải vô địch bóng đá U-23 Đông Nam Á | Giải vô địch bóng đá U-23 Đông Nam Á | Giải vô địch bóng đá U-23 Đông Nam Á | Giải vô địch bóng đá U-23 Đông Nam Á | Giải vô địch bóng đá U-23 Đông Nam Á | Giải vô địch bóng đá U-23 Đông Nam Á | Giải vô địch bóng đá U-23 Đông Nam Á | Giải vô địch bóng đá U-23 Đông Nam Á | Giải vô địch bóng đá U-23 Đông Nam Á |
| Năm                                  | Kết quả                              | Vị trí                               | ST                                   | T                                    | H*                                   | B                                    | BT                                   | BB                                   |
| ------------------------------------ | ------------------------------------ | ------------------------------------ | ------------------------------------ | ------------------------------------ | ------------------------------------ | ------------------------------------ | ------------------------------------ | ------------------------------------ |
| 2005                                 | Vô địch                              | 1/8                                  | 5                                    | 5                                    | 0                                    | 0                                    | 25                                   | 2                                    |
| 2011                                 | Bị hủy bỏ                            | Bị hủy bỏ                            | Bị hủy bỏ                            | Bị hủy bỏ                            | Bị hủy bỏ                            | Bị hủy bỏ                            | Bị hủy bỏ                            | Bị hủy bỏ                            |
| 2019                                 | Á quân                               | 2/8                                  | 5                                    | 2                                    | 2                                    | 1                                    | 5                                    | 2                                    |
| 2022                                 | Á quân                               | 2/9                                  | 4                                    | 2                                    | 0                                    | 2                                    | 5                                    | 3                                    |
| 2023                                 | Hạng 3                               | 3/10                                 | 5                                    | 3                                    | 1                                    | 1                                    | 9                                    | 3                                    |
| 2025                                 | Hạng 3                               | 3/10                                 | 4                                    | 2                                    | 2                                    | 0                                    | 8                                    | 2                                    |
| Tổng số                              | Vô địch                              | 1/8                                  | 23                                   | 14                                   | 5                                    | 4                                    | 47                                   | 12                                   |

Ghi chú
- *: Bao gồm cả các trận đấu thuộc vòng đấu loại trực tiếp được quyết định bằng loạt sút luân lưu.

### Đại hội Thể thao Sinh viên Mùa hè thế giới
| Đại hội Thể thao Sinh viên Mùa hè thế giới | Đại hội Thể thao Sinh viên Mùa hè thế giới | Đại hội Thể thao Sinh viên Mùa hè thế giới | Đại hội Thể thao Sinh viên Mùa hè thế giới | Đại hội Thể thao Sinh viên Mùa hè thế giới | Đại hội Thể thao Sinh viên Mùa hè thế giới | Đại hội Thể thao Sinh viên Mùa hè thế giới | Đại hội Thể thao Sinh viên Mùa hè thế giới | Đại hội Thể thao Sinh viên Mùa hè thế giới |
| Năm                                        | Kết quả                                    | Vị trí                                     | ST                                         | T                                          | H*                                         | B                                          | BT                                         | BB                                         |
| ------------------------------------------ | ------------------------------------------ | ------------------------------------------ | ------------------------------------------ | ------------------------------------------ | ------------------------------------------ | ------------------------------------------ | ------------------------------------------ | ------------------------------------------ |
| 2007                                       | Huy chương đồng                            | 3                                          | 6                                          | 3                                          | 1                                          | 2                                          | 11                                         | 6                                          |
| Tổng số                                    | Huy chương đồng                            | Tốt nhất: 3                                | 6                                          | 3                                          | 1                                          | 2                                          | 11                                         | 6                                          |

Ghi chú
- Ở kỳ năm 2007, Thái Lan cử đội tuyển U-23.
- *: Bao gồm cả các trận đấu thuộc vòng đấu loại trực tiếp được quyết định bằng loạt sút luân lưu.

## Đội hình
Danh sách 20 cầu thủ được triệu tập cho Đại hội Thể thao Đông Nam Á 2021 từ ngày 5 đến 22 tháng 5 năm 2022.
Danh sách bao gồm 3 cầu thủ trên 23 tuổi.
|  | TM | Kawin ThamsatchananOA     | 26 tháng 1, 1990  | Port                 |  |  |
|  | TM | Supanut Suadsong          | 25 tháng 2, 1999  | Bangkok United       |  |  |
|  |    |                           |                   |                      |  |  |
|  | HV | Jonathan Khemdee          | 9 tháng 5, 2002   | Odense Boldklub      |  |  |
|  | HV | Anusak Jaiphet            | 23 tháng 6, 1999  | Port                 |  |  |
|  | HV | Chonnapat Buaphan         | 22 tháng 1, 2004  | Rajpracha            |  |  |
|  | HV | Jaturapat Sattham         | 15 tháng 6, 1999  | Port                 |  |  |
|  | HV | Nakin Wisetchat           | 9 tháng 7, 1999   | BG Pathum United     |  |  |
|  |    |                           |                   |                      |  |  |
|  | TV | Weerathep PomphanOA       | 19 tháng 9, 1996  | Muangthong United    |  |  |
|  | TV | Airfan Doloh              | 26 tháng 1, 2001  | Buriram United       |  |  |
|  | TV | William Weidersjö         | 10 tháng 6, 2001  | Port                 |  |  |
|  | TV | Chayapipat Supunpasuch    | 25 tháng 2, 2001  | Estoril              |  |  |
|  | TV | Narakorn Noomchansakul    | 12 tháng 4, 1999  | Ratchaburi Mitr Phol |  |  |
|  | TV | Ben Davis                 | 24 tháng 11, 2000 | Oxford United        |  |  |
|  | TV | Worachit KanitsribampenOA | 24 tháng 8, 1997  | BG Pathum United     |  |  |
|  | TV | Ekanit Panya              | 21 tháng 10, 1999 | Chiangmai United     |  |  |
|  |    |                           |                   |                      |  |  |
|  | TĐ | Jakkit Palapon            | 1 tháng 7, 1999   | Khon Kaen United     |  |  |
|  | TĐ | Korawich Tasa             | 7 tháng 4, 2000   | Muangthong United    |  |  |
|  | TĐ | Patrik Gustavsson         | 19 tháng 4, 2001  | Chiangmai            |  |  |
|  | TĐ | Teerasak Poeiphimai       | 21 tháng 9, 2002  | Port                 |  |  |
|  | TĐ | Mehti Sarakham            | 21 tháng 5, 1999  | PT Prachuap          |  |  |

Ghi chú:
- OA Cầu thủ quá tuổi.

## Các trận đấu
Thắng
      Hoà
      Thua

### 2021
| 25 tháng 10 năm 2021 Vòng loại Cúp bóng đá U-23 châu Á 2022 | Thái Lan     | 1–1      | Mông Cổ       | Ulaanbaatar, Mongolia                                                                      |  |
| 11:00 UTC+8                                                 | - Jakkit 11' | Chi tiết | - Batbold 76' | Sân vận động: Trung tâm bóng đá MFF · Lượng khán giả: 312 · Trọng tài: Yoshimi Yamashita · |  |

| 28 tháng 10 năm 2021 Vòng loại Cúp bóng đá U-23 châu Á 2022 | Lào | 0–3      | Thái Lan                                             | Ulaanbaatar, Mongolia                                                                       |  |
| 15:00 UTC+8                                                 |     | Chi tiết | - Thanawat 41' (ph.đ.) - Jakkit 58' - Korawich 90+2' | Sân vận động: Trung tâm bóng đá MFF · Lượng khán giả: 128 · Trọng tài: Akhrol Riskullayev · |  |

| 31 tháng 10 năm 2021 Vòng loại Cúp bóng đá U-23 châu Á 2022 | Thái Lan | 0–0      | Malaysia | Ulaanbaatar, Mongolia                                  |  |
| 11:00 UTC+8                                                 |          | Chi tiết |          | Sân vận động: Trung tâm bóng đá MFF Lượng khán giả: 58 |  |

### 2022
| 16 tháng 2 năm 2022 2022 AFF U-23 VB | Thái Lan                             | 3–1 | Singapore   | Phnôm Pênh, Campuchia             |  |
| 19:00 UTC+7                          | - Teerasak 45', 62' - Niphitphon 55' |     | - Ilhan 16' | Sân vận động: Sân vận động Prince |  |

| 22 tháng 2 năm 2022 2022 AFF U-23 VB | Việt Nam               | 1–0      | Thái Lan | Phnôm Pênh, Campuchia             |  |
| 19:00 UTC+7                          | Nguyễn Trung Thành 29' | Chi tiết |          | Sân vận động: Sân vận động Prince |  |

| 24 tháng 2 năm 2022 2022 AFF U-23 BK | Lào | 0–2      | Thái Lan                               | Phnôm Pênh, Campuchia       |  |
| 16:00 UTC+7                          |     | Chi tiết | - Teerasak 14' · Kroekphon 52' (ph.đ.) | Sân vận động: Morodok Techo |  |

| 26 tháng 2 năm 2022 2022 AFF U-23 CK | Thái Lan | 0–1      | Việt Nam            | Phnôm Pênh, Campuchia                             |  |
| 19:30 UTC+7                          |          | Chi tiết | - Trần Bảo Toàn 45' | Sân vận động: Morodok Techo Lượng khán giả: 4,235 |  |

| 23 tháng 3 năm 2022 Cúp bóng đá U-23 Dubai 2022 | Qatar     | 1–0      | Thái Lan | Dubai, UAE |  |
| 20:00 UTC+4                                     | Tarek 32' | Chi tiết |          |            |  |

| 26 tháng 3 năm 2022 Cúp bóng đá U-23 Dubai 2022 | Trung Quốc                   | 4–2      | Thái Lan                    | Dubai, UAE |  |
| 16:00 UTC+4                                     | Phương Hạo 8', 31', 34', 66' | Chi tiết | Sittichok 11' · William 90' |            |  |

| 29 tháng 3 năm 2022 Cúp bóng đá U-23 Dubai 2022 | Iraq                       | 2–1      | Thái Lan    | Dubai, UAE           |  |
| 17:00 UTC+4                                     | Aoraha 16' · Ramadan 90+5' | Chi tiết | William 45' | Sân vận động: Sevens |  |

| 7 tháng 5 năm 2022 Sea Games 2022 - Bóng đá nam | Thái Lan      | 1–2      | Malaysia                            | Nam Định, Việt Nam         |  |
| 19:00 UTC+7                                     | Gustafson 33' | Chi tiết | Bin Ahmad 61' · Anusak 90+4' (l.n.) | Sân vận động: Thiên Trường |  |

| 9 tháng 5 năm 2022 Sea Games 2022 - Bóng đá nam | Thái Lan                                                                    | 5–0      | Singapore | Nam Định, Việt Nam         |  |
| 19:00 UTC+7                                     | - Davis 45+1' (ph.đ.) - Stewart 48' (l.n.) - Ekanit 51', 66' - Korawich 81' | Chi tiết |           | Sân vận động: Thiên Trường |  |

| 14 tháng 5 năm 2022 Sea Games 2022 - Bóng đá nam | Thái Lan                                                         | 5–0      | Campuchia | Nam Định, Việt Nam         |  |
| 19:00 UTC+7                                      | Chonnapat 4' · Korawich 31' · Worachit 41' · Gustavsson 72', 88' | Chi tiết |           | Sân vận động: Thiên Trường |  |

| 16 tháng 5 năm 2022 Sea Games 2022 - Bóng đá nam | Thái Lan      | 1–0      | Lào | Nam Định, Việt Nam         |  |
| 19:00 UTC+7                                      | At 19' (l.n.) | Chi tiết |     | Sân vận động: Thiên Trường |  |

| 19 tháng 5 năm 2022 Sea Games 2022 - Bóng đá nam | Thái Lan        | 1–0 (s.h.p.) | Indonesia | Nam Định, Việt Nam         |  |
| 16:00 UTC+7                                      | - Weerathep 94' | Chi tiết     |           | Sân vận động: Thiên Trường |  |

| 22 tháng 5 năm 2022 Sea Games 2022 - Bóng đá nam | Thái Lan | 0–1      | Việt Nam             | Hà Nội, Việt Nam                                                                  |  |
| 19:00 UTC+7                                      |          | Chi tiết | - Nhâm Mạnh Dũng 83' | Sân vận động: Mỹ Đình Lượng khán giả: 40.000 Trọng tài: Mamood Al Majarafi (Oman) |  |

| 2 tháng 6 năm 2022 U-23 châu Á 2022 | Việt Nam                                 | 2–2      | Thái Lan                     | Tashkent, Uzbekistan |  |
| 20:00 UTC+5                         | - Phan Tuấn Tài 1' · Nguyễn Văn Tùng 73' | Chi tiết | - Davis 34' · Suphanat 90+1' | Sân vận động: Milliy |  |

| 5 tháng 6 năm 2022 U-23 châu Á 2022 | Malaysia | 0–3      | Thái Lan                           | Tashkent, Uzbekistan |  |
| 20:00 UTC+5                         |          | Chi tiết | Suphanat 23', 73' · Channarong 69' | Sân vận động: Milliy |  |

| 8 tháng 6 năm 2022 U-23 châu Á 2022 | Hàn Quốc           | 1–0      | Thái Lan | Tashkent, Uzbekistan                           |  |
| 18:00 UTC+5                         | - Ko Jae-hyeon 36' | Chi tiết |          | Sân vận động: Sân vận động Trung tâm Pakhtakor |  |